# Дудки (Миллеровский район)
Дудки — хутор в Миллеровском районе Ростовской области России. Входит в состав Тренёвского сельского поселения.
Находится в пригородной зоне города Миллерово.

## Топоним
Как Дудкин обозначен на карте РККА юга России 1941 года.

## География
Стоит на реке Журавка. В черте хутора находится пруд. 
На хуторе имеется одна улица: Широкая.

## Население
| 2010 |
| ---- |
| 38   |

## Инфраструктура
Личное подсобное хозяйство с зоной сельскохозяйственного использования, индивидуальная застройка усадебного типа.
Основа экономики — сельское хозяйство.

## Транспорт
Хутор доступен автотранспортом. Остановка общественного транспорта «Дудки».